# Georges Jaccottet
Pour les articles homonymes, voir Jaccottet.
Georges Jaccottet, né le 12 janvier 1881 à Lausanne et mort le 22 octobre 1918 dans la même ville, est un écrivain, dramaturge, journaliste, bellettrien et enseignant vaudois.

## Biographie
Originaire d'Échallens, Georges Jaccottet est licencié en théologie. Il s'inscrit à la Société d'étudiants des Belles-Lettres, où chaque semaine, il peut lire une nouvelle, déclamer des vers ou participer à de grandes discussions. En 1902 et 1903, il devient le président de cette société.
Ne se sentant pas fait pour le pastorat, Georges Jaccottet décide alors de faire carrière dans le journalisme et travaille notamment pour la Feuille d'avis de Vevey. De 1910 à 1917, il se tourne vers l'enseignement et devient professeur puis sous-directeur à l'institut Sillig. Puis, en 1918, correspondant à Berne de plusieurs journaux, Georges Jaccottet travaille alors comme rédacteur en chef de la Tribune de Lausanne. 
Outre la rédaction quotidienne d'articles, Georges Jaccottet est membre de plusieurs sociétés. Il consacre également du temps à écrire des œuvres de fiction : on lui doit une légende en trois actes, La grotte aux fées, une œuvre en vers, Othon de Grandson ainsi que deux pièces de théâtre jouées au Théâtre de Lausanne : La défense du Foyer et Les Menottes.

## Sources
- « Georges Jaccottet », sur la base de données des personnalités vaudoises sur la plateforme « Patrinum » de la Bibliothèque cantonale et universitaire de Lausanne.
- Livre d'or du 150e anniversaire : 1806-1956 Belles Lettres de Lausanne, p. 400 (1506)
- Préface de Benjamin Vallotton in Œuvres diverses recueillies par ses amis pour ses amis
- Patrie suisse, 1918, no 655, p. 254
- VIIIe Fête des narcisses, photographie Rebmann, à Vevey Patrie suisse, (B.) 1907, no 357, p. 131-132